# Mendoncia tarapotana
Mendoncia tarapotana är en akantusväxtart som beskrevs av Gustav Lindau. Mendoncia tarapotana ingår i släktet Mendoncia och familjen akantusväxter. Inga underarter finns listade i Catalogue of Life.